# Эскадренные миноносцы типа «Митчер»
 Эскадренные миноносцы типа «Митшер» — тип эскадренных миноносцев, состоявший на вооружении Военно-морского флота США с 1953 по 1978 годы. Всего было построено 4 эсминца этого типа, все они в настоящее время выведены из состава флота и проданы на слом. Все корабли серии названы в честь американских адмиралов Второй мировой войны.

## История создания

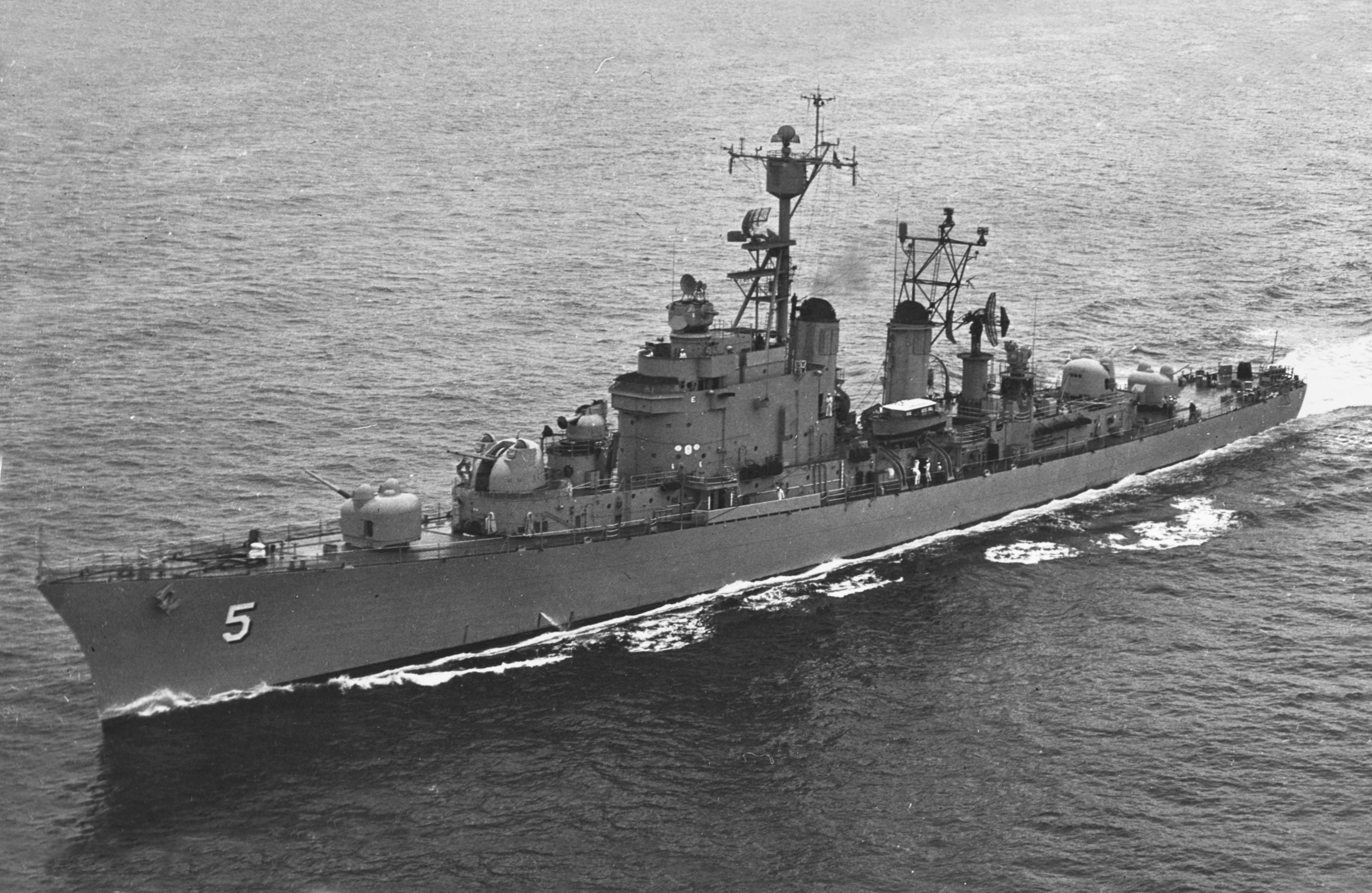
DL-5 «Wilkinson» (DL-5) в конце 1950-х годов

К моменту своего создания эсминцы типа «Митчер» были крупнейшими кораблями в своем классе в мире и были гораздо больше всех предшествующих типов эсминцев, построенных в США — по основным размерениям и водоизмещению они примерно соответствовали итальянским крейсерам типа «Капитани Романи» времён войны, которые фактически являлись пограничными кораблями между крейсерами и большими лидерами эскадренных миноносцев. закладывались как эскадренные миноносцы (DD), но в процессе строительства в 1951 году были переклассифицированы в лидеры (англ. destroyer leader — DL), а затем 1 января 1955 года — во фрегаты (DL). Возникновение столь крупных для своего времени боевых кораблей стало связано с необходимостью иметь в составе флота боевые единицы, способные проводить противолодочные операции вдали от баз (англ. fleet type) и взаимодействовать с крупными боевыми кораблями, обеспечивая их ПЛО. Официально объявленная стоимость каждого корабля (исключая вооружение) составила 29,5 млн долларов США. Все 4 корабля типа «Митчер» заказаны верфям 3 августа 1948 года.

## Конструкция и модернизации
Стандартное водоизмещение каждого корабля типа «Митчер» составляло 3642 т, полное — 4855 тонн, длина составляла 151 м, ширина — 15 м (во врезке написано 150 и 14,5 м), осадка — 8 м. Корабли несколько различались между собой в отношении деталей энергетической установки и некоторых систем. Целью этого было опробовать различные технические решения и принять решение об оптимальных для последующих серий эсминцев и прочих боевых кораблей.

### Двигательная установка
На «Mitscher» и «John S. McCain»:
- 2 паровые турбины General Electric по 40 000 л.с.;
- Двухступенчатый редуктор General Electric;
- 4 котла Combustion Engineering с управляемой циркуляцией, давление 1225 фн/дюйм² (83 атм.), температура 950°F (510°С).

На «Willis A. Lee» и «Wilkinson»:
- 2 паровые турбины Westinghouse по 40 000 л.с.;
- Двухступенчатый редуктор De Laval;
- 4 котла Foster Wheeler барабанного типа, давление 1200 фн/дюйм² (82 атм.), температура 965°F (518°С).

## Вооружение

### Артиллерия
Первоначально корабли были вооружены:
- двумя 127-мм/54 автоматическими скорострельными артиллерийскими установками двойного назначения с РЛС наведения. Они располагались в двух башнях на носу и на корме.
- двумя двуствольными 76-мм/50 зенитными артиллерийскими установками. Располагались на носу и корме вертикально-возвышенно за башнями 127-мм орудий.
- четырьмя спаренными 20-мм артиллерийскими установками.

Во время реконструкции 1957-58 гг. артиллерийские установки 76-мм/50 были заменены новыми установками 76-мм/70, а 20-мм установки демонтированы.
В апреле 1960 года на «John S. McCain» и «Mitscher» установлена система DASH (Drone Anti-Submarine Helicopter, противолодочный беспилотный вертолёт). Для этого демонтированы кормовые артиллерийские башни, на освободившемся месте размером 15х9 м оборудована посадочная площадка и ангар для двух дронов.

## Модернизации
В начале 1960-х эскадренные миноносцы (фрегаты) типа «Митчер» прошли модернизацию в рамках программы CIP (англ. Class Improvement Program), включавшую замену котлов на первых двух кораблях.

### DDG

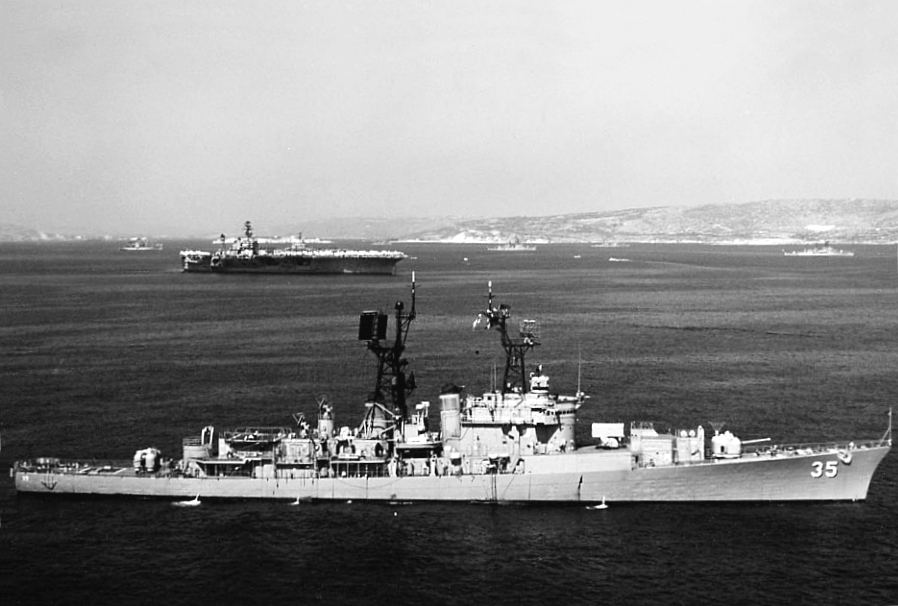
DDG-35 «Mitscher» в 1971 году, после переоборудования в ракетный эсминец

Два корабля этого типа, «Митчер» (в марте 1966 г.) и «Маккейн» (в июне 1966 г.) начали переоборудование в ракетные эсминцы, которое завершилось, соответственно, 29 июня 1968 года и 21 июня 1969 года. Переоборудование осуществоялось на Военно-морской верфи Филадельфии. 15 марта 1967 года корабли были реклассифицированы в ракетные эсминцы DDG-35 и DDG-36.
Надстройка подверглась реконструкции, чтобы вместо башни 76-мм артустановки в носовой части корабля, в позиции «В» за башней 127-мм орудия разместить 8-контейнерную пусковую установку противолодочных ракет ASROC. Были установлены две массивные ажурные мачты. На фок-мачте установлены обзорные радары SPS-10 и SPS-37, на грот-мачте — трёхкоординатный радар SPS-48.
В средней части надстройки установлены два трёхтрубных торпедных аппарата Mk 32 для противолодочных торпед. В задней части надстройки — однобалочная пусковая установка Mk 13 Mod 2 для зенитных управляемых ракет «Тартар». Вес установки составил 60 т, запас ракет в магазине — 40 единиц.
Также установлена ГАС SQS-23.

## Завершение службы
Первые два корабля серии прослужили до конца 1970-х годов и выведены из состава флота в 1978 году. Последние две единицы  списаны в 1969 году. Все четыре корабля в разное время проданы на слом.

## Состав серии
По данным.
| Название корабля                  | Верфь                | Заложен    | Спущен     | В строю    | Списан     | Статус                     | Примечания |
| --------------------------------- | -------------------- | ---------- | ---------- | ---------- | ---------- | -------------------------- | ---------- |
| Mitscher DD-927/DL-2/DDG-35       | Bath                 | 03.10.1949 | 26.01.1952 | 16.05.1953 | 01.06.1978 | Продан на слом 01.08.1980  | [ 4 ]      |
| John S. McCain DD-928/DL-3/DDG-36 | Bath                 | 24.10.1949 | 12.07.1952 | 12.10.1953 | 29.04.1978 | Продан на слом 13.12.1979  | [ 5 ]      |
| Willis A. Lee DD-929/DL-4         | Bethlehem Fore River | 01.11.1949 | 26.01.1952 | 28.09.1954 | 19.12.1969 | Продан на слом 1 июня 1973 | [ 6 ]      |
| Wilkinson DD-930/DL-5             | Bethlehem Fore River | 01.02.1950 | 23.04.1952 | 29.07.1954 | 19.12.1969 | Продан на слом 1 июня 1975 | [ 7 ]      |